# Adeloparius overlaeti
Adeloparius overlaeti är en skalbaggsart som beskrevs av Antoine Boucomont 1936. Adeloparius overlaeti ingår i släktet Adeloparius och familjen Aphodiidae. Inga underarter finns listade i Catalogue of Life.